# Эпитафия
Эпита́фия (от др.-греч. ἐπιτάφιος — надгробный, от др.-греч. ἐπι, на, над, и др.-греч. τάφος, могила) — термин, имеющий в истории культуры множество значений.
В Древней Греции (греч. ἐπιτάφιος λόγος) — надгробная речь, памятное состязание или игры в честь умершего. Также: «Траурная речь, которую на церемонии захоронения павших произносил публично один из выдающихся граждан Афин. Эпитафия строится по обычной, традиционной схеме: во введении оратор подчёркивает трудность своей задачи, в главной части речь идёт о воспитании и жизни павших за свой полис, восхваляются погибшие и их дела, заключительная часть содержит обращение к живущим, а также слова утешения близким покойных. Одновременно речь славит город Афины и его государственное устройство». Известны такие эпитафии Перикла, Сократа, Софокла и других выдающихся людей древности. У древних римлян надгробные речи, произносимые перед траурным шествием (лат. Laudatio funebris — траурные восхваления) носили менее развёрнутый характер и им придавалось меньшее значение, чем самому театрализованному шествию.
В поздней античности, культуре эллинистической эпохи и в Византии «эпитафа» (греч. ἐπιτάφa, лат. epitapha) — разновидность надгробного памятника, в отличие от надгробия подобно кенотафу, не связанная с местом захоронения, обычно это каменная плита, вделанная в стену храма внутри или снаружи с памятной надписью. Отсюда возник обычай и искусство сочинения письменных эпитафий (лат. legere sepulcra — читать, декламировать надгробную надпись).
Наиболее распространённые классические эпитафии: «Beatae memoriae» (лат.) — «Блаженной памяти», «Bonae memoriae» (лат.) — «Доброй памяти», «Memoria perenni» (лат.) — «Вечная память», «Dis manibusque sacrum» (лат.) — «Богам и теням умерших приношение», «Sic transit gloria mundi» (лат.) — «Так проходит слава мирская», «Tempus loquendi, tempus tacendi» (лат.) — «Время говорить, время молчать».

## Эпитафии-алтари, эпитафии-надгробия
В западноевропейском Средневековье эпитафиями называли не только надписи, но также надгробные скульптурные и живописные изображения. С ХIV века эпитафия — сложная композиция, представляющая собой архитектурный памятник — надгробие или кенотаф — статую, рельеф, надпись и изображение донатора, прославляющего своего небесного покровителя. Такие архитектонические композиции устанавливали в нефах храмов вдоль стен либо у западной стены, но они не были связаны с заупокойным культом. Памятную надпись завершали латинскими словами «exсudit», или «exсudebat» (высечено [на камне]… по велению такого-то).
В эпоху барокко, особенно в Германии, Чехии, Силезии и Польше, в XVI-ХVIII веках получили распространение рельефные (на надгробных плитах) или живописные (в виде картин) эпитафии. В верхней части композиции изображали сцену «Оплакивание Христа» или «Положение во гроб» либо Распятие с предстоящими фигурами (Богоматери и Иоанна Богослова), внизу — портреты донаторов с членами их семей. В Италии чаще изображали Мадонну с Младенцем на троне в окружении избранных святых, а у подножия трона — донаторы храма, живые и усопшие, их предки и дети, собранные вместе. Такие изобразительные эпитафии внешне схожи с алтарными триптихами или полиптихами с тем различием, что внизу, в пределле алтаря, помещены развёрнутые памятные и посвятительские тексты.
Такими эпитафиями являются алтарный триптих «Эпитафия Тухера» (Tucher-Epitaph, 1513) в церкви Святого Зебальда в Нюрнберге, Эпитафия Пергеншторфера работы Адама Крафта (1498) в церкви Фрауэнкирхе (Нюрнберг) и многие другие.

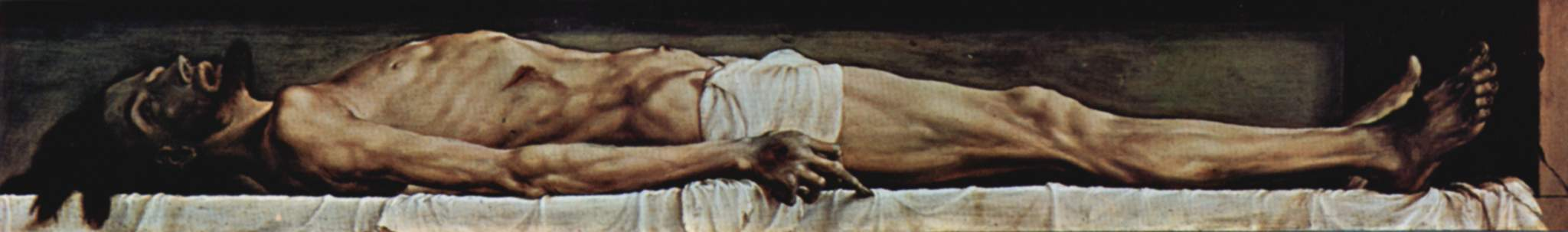
Г. Гольбейн Младший. Тело мёртвого Христа в гробу. 1521—1522. Дерево, темпера. 30,5 × 200 см. Художественный музей, Базель
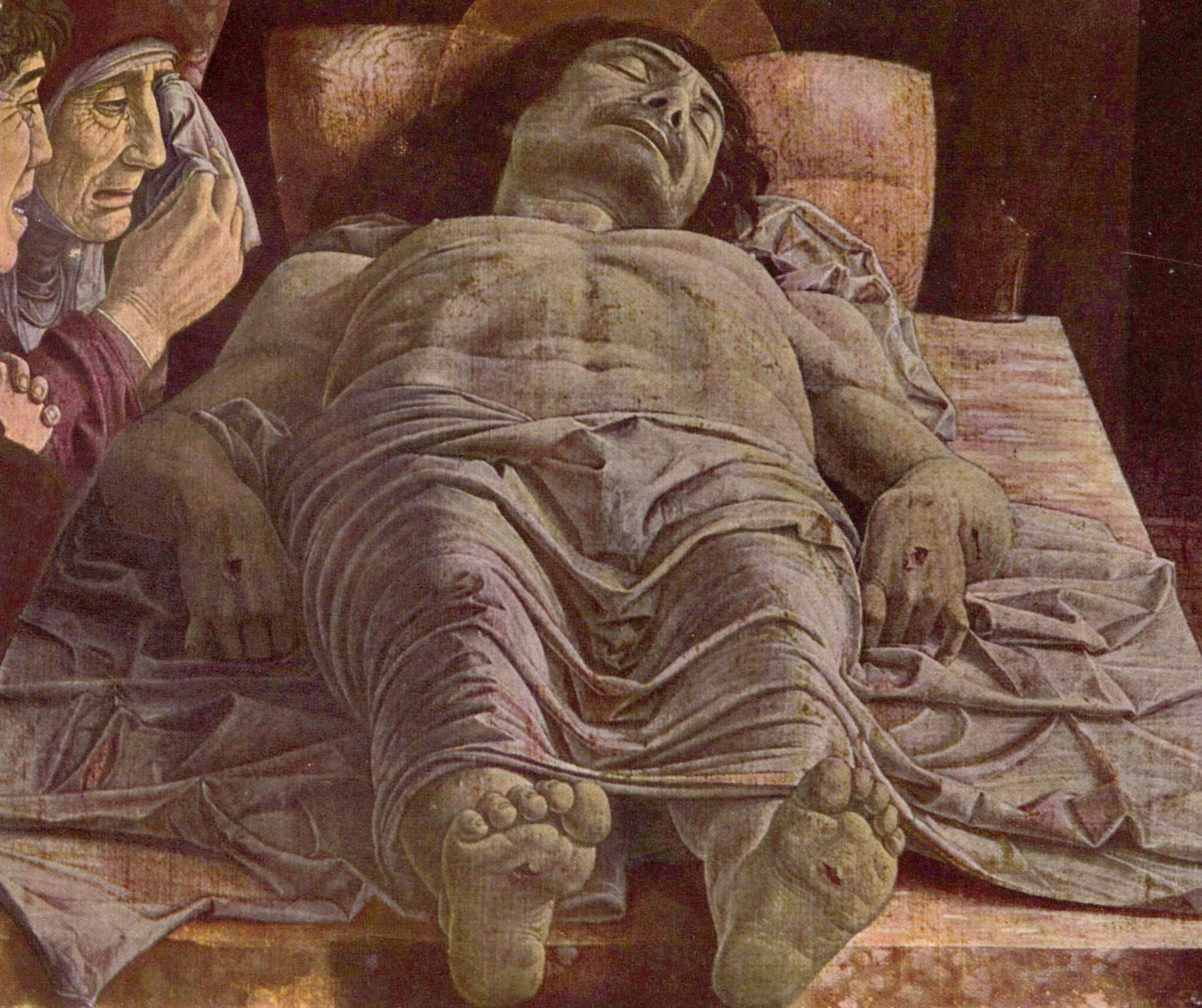
А. Мантенья. Мёртвый Христос. Ок. 1500. Холст, темпера. Пинакотека Брера, Милан
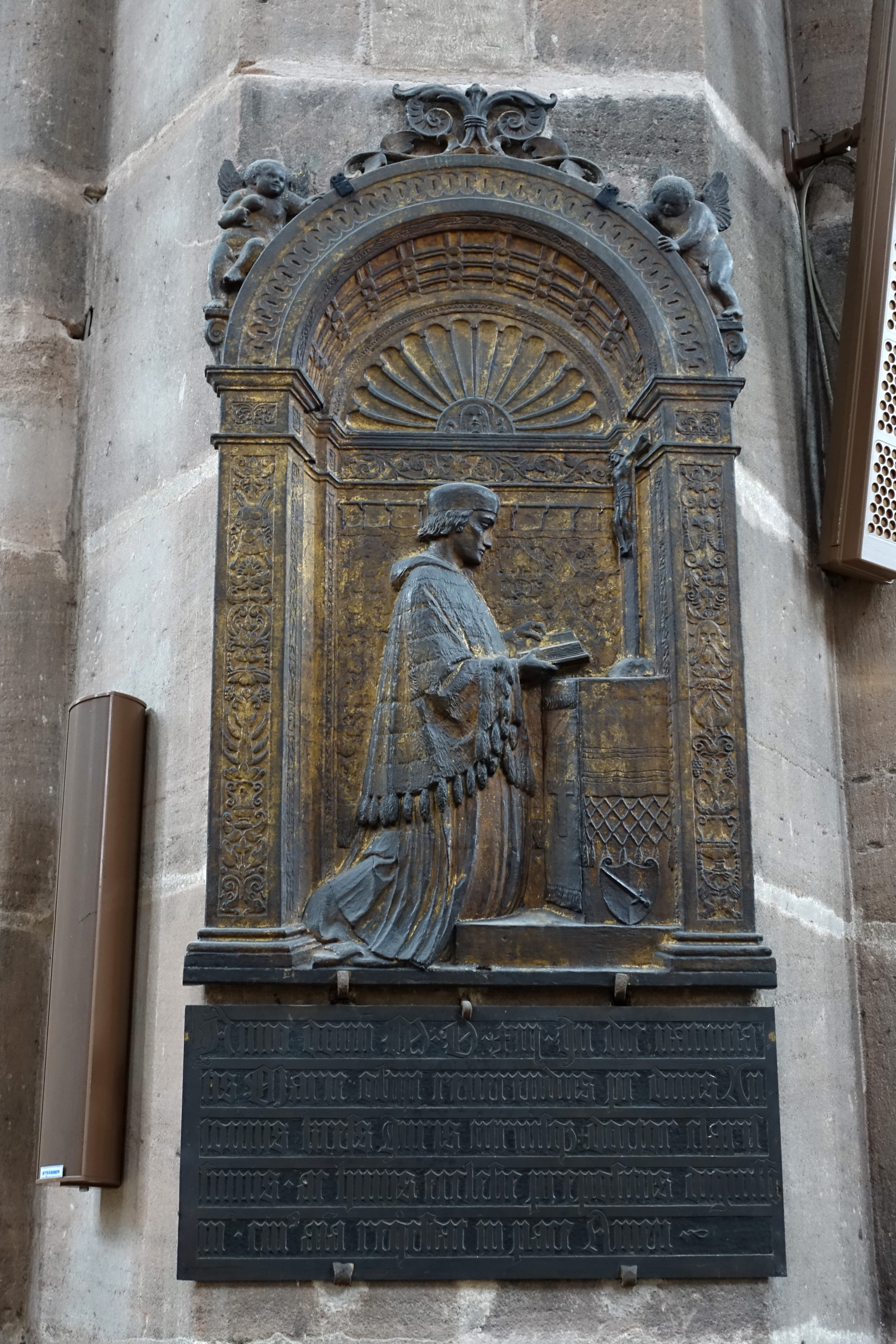
Эпитафия каноника А. Крейса. 1513. Церковь Святого Лаврентия, Нюрнберг
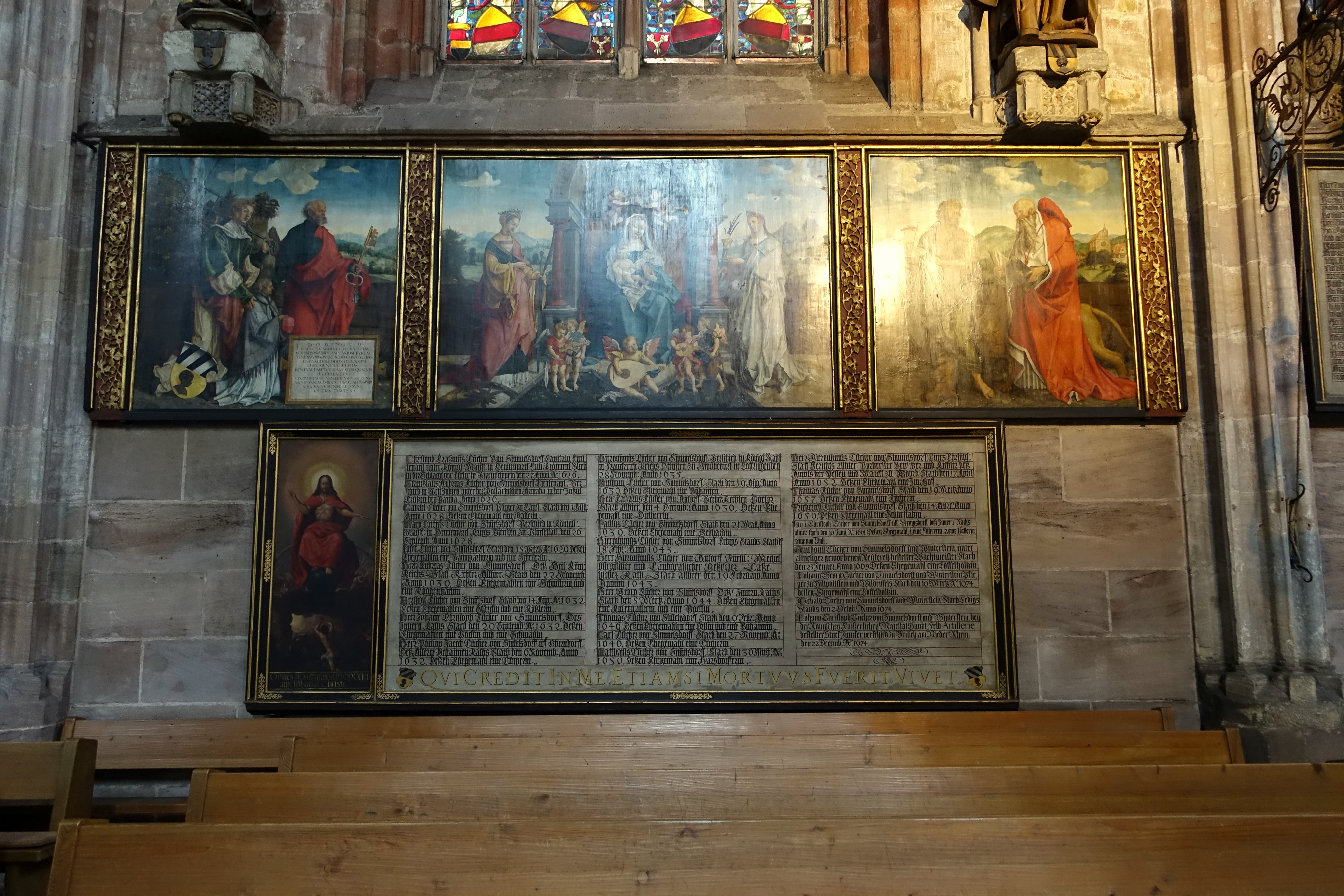
Г. фон Кульмбах. Эпитафия Тухера. 1513. Дерево, масло. Церковь Святого Зебальда, Нюрнберг
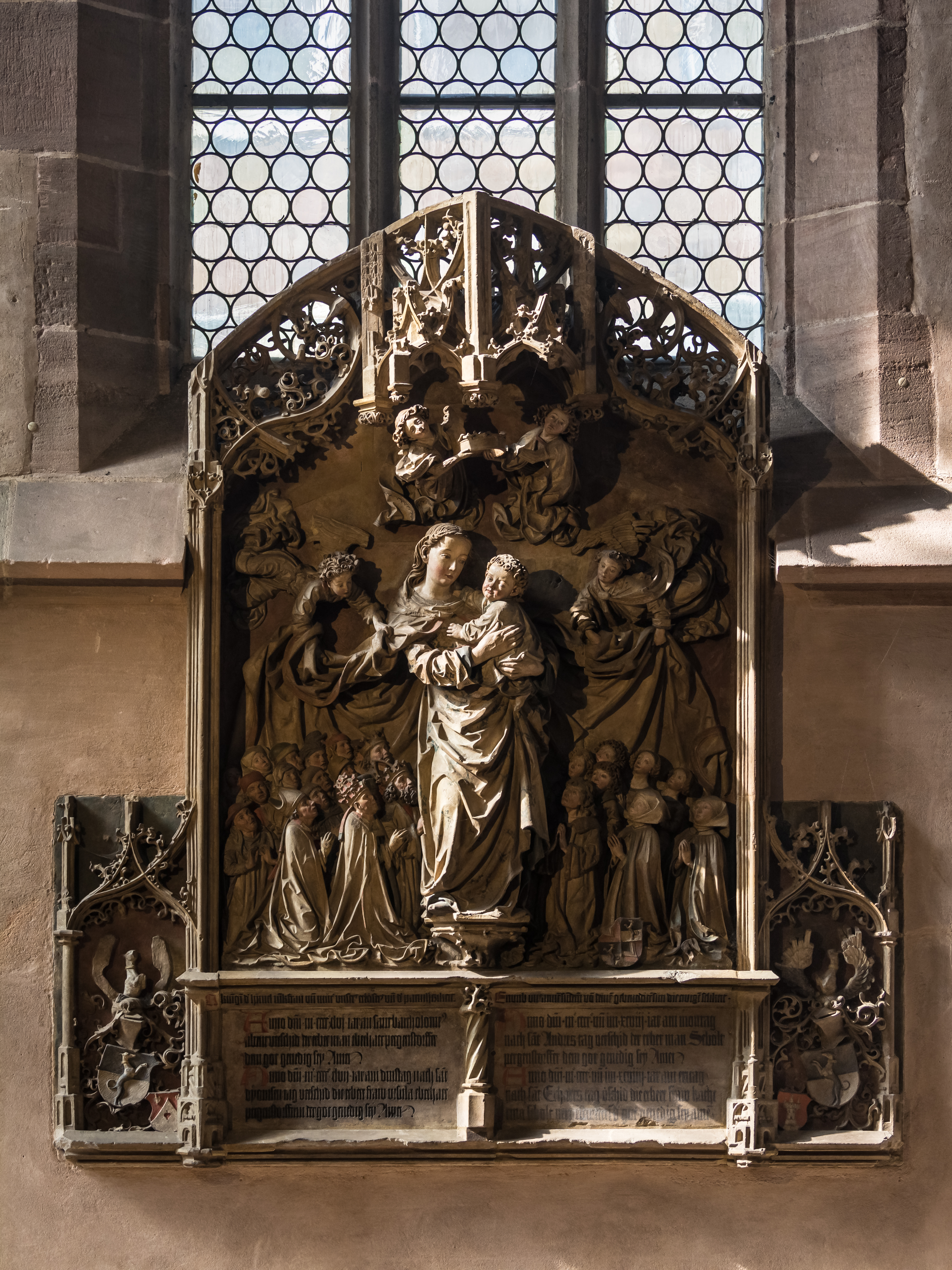
А. Крафт. Эпитафия Пергеншторфера. 1498. Камень. Фрауэнкирхе (Нюрнберг)
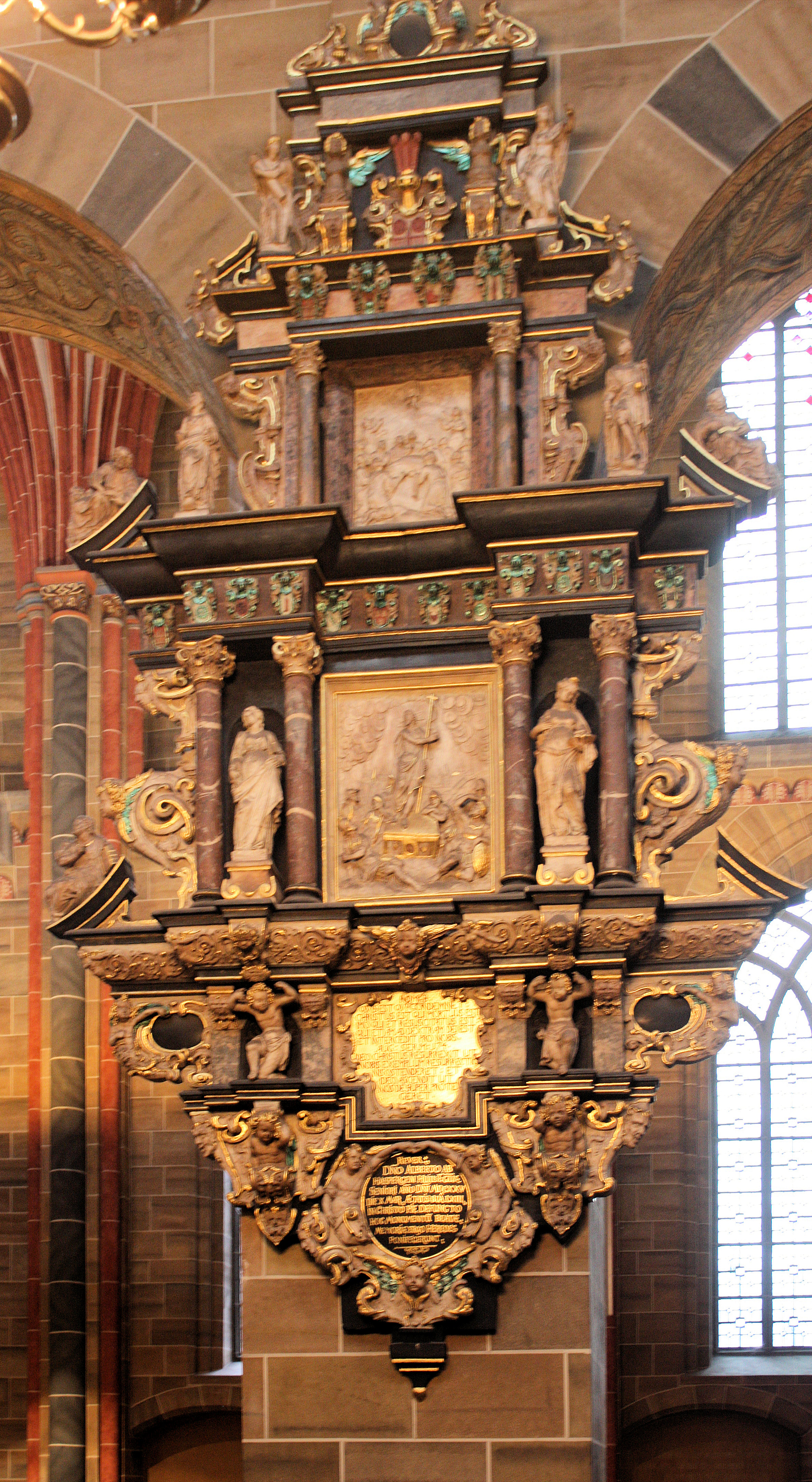
Эпитафия канонику Альберту фон Хасбергену. 1635. Собор в Бремене
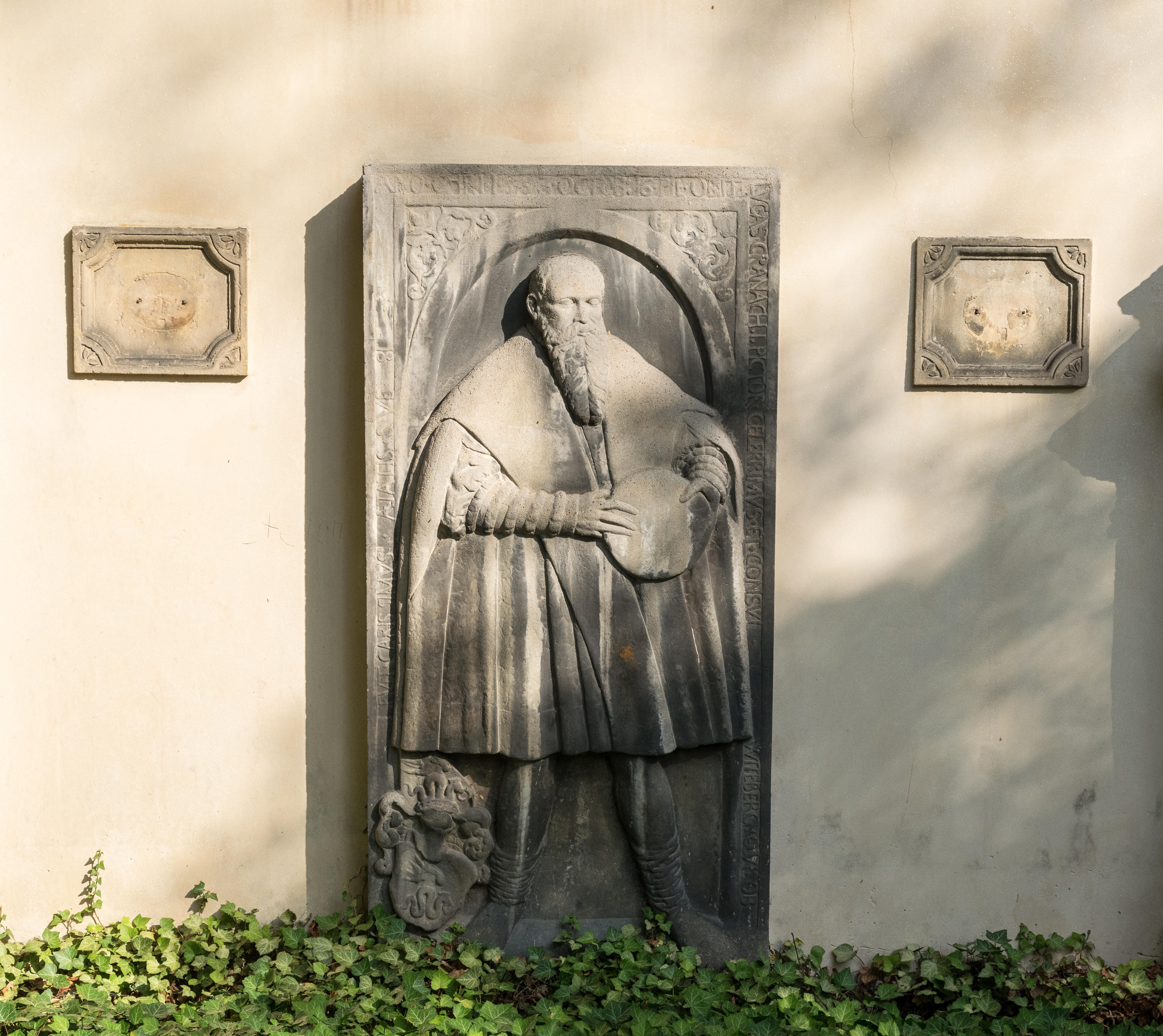
Эпитафия Л. Кранаху Старшему. Якобскирхе, Веймар
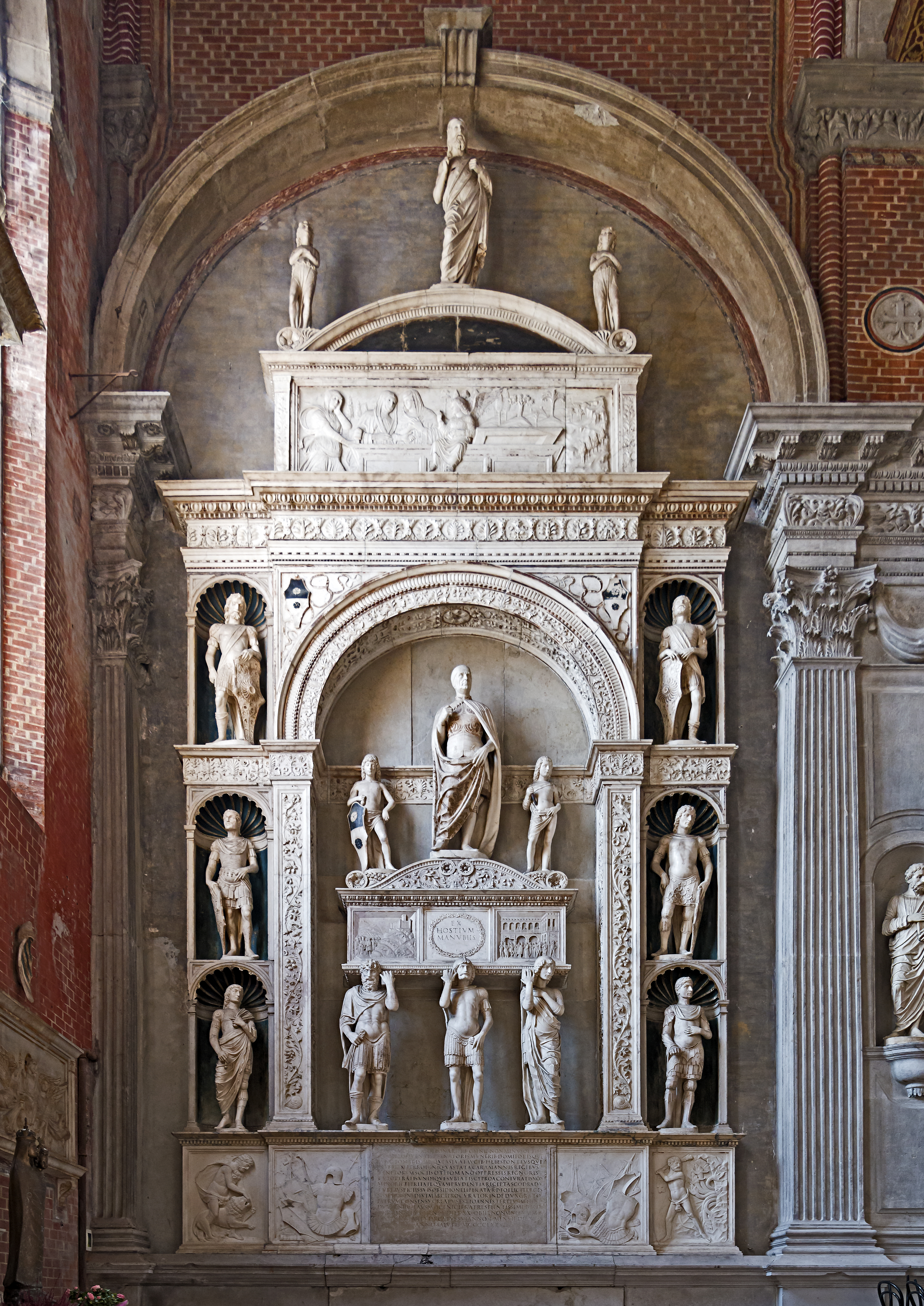
П. Ломбардо. Монумент дожу Пьетро Мочениго в базилике Санти-Джованни-э-Паоло в Венеции. 1481
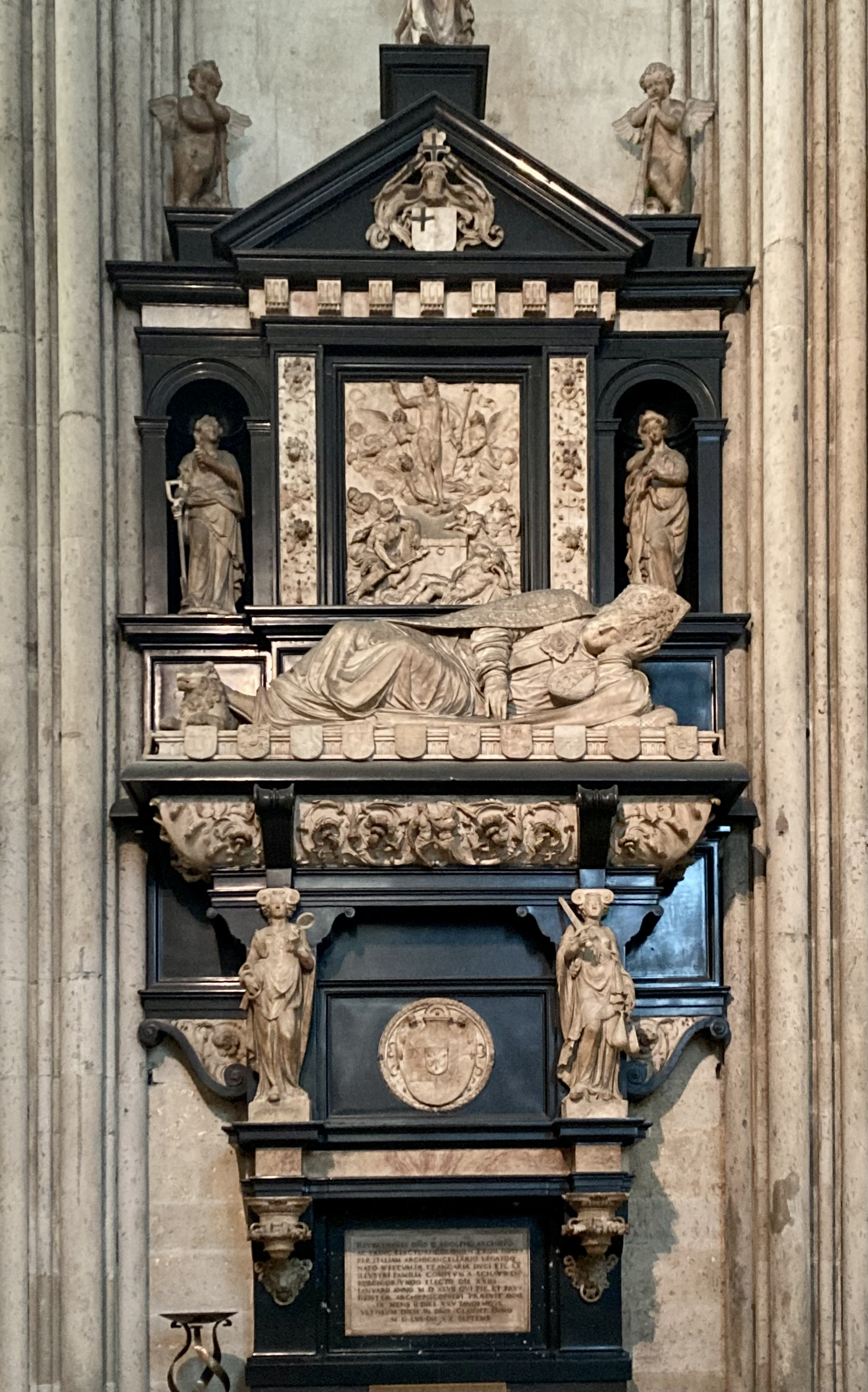
К. Флорис. Эпитафия архиепископа Адольфа фон Шаумбурга. 1561. Собор, Кёльн

В ином значении эпитафия, или эпитафиой (греч. ἐπιτάφιοι), — погребальная пелена, саван. В греческой церкви VI—XV веков — плащаница, связанная с обрядом пасхальной литургии. На такой ткани, как правило, изображали сцену надгробного плача и погребения Иисуса Христа — Положение во гроб.
Подобные литургические плащаницы в течение веков оказывали влияние на искусство живописи и скульптуры, росписи и рельефов антепендиумов, алтарей и церковных кафедр (пульпитов). Так, согласно одной из версий, знаменитая картина художника Ганса Гольбейна Mладшего «Мёртвый Христос в гробу» необычно вытянутого по горизонтали формата была выполнена в качестве пределлы алтаря. Однако остальные части алтаря не обнаружены. Поэтому М. Я. Либман счёл возможным утверждать, что картина восходит к старинным византийским «эпитафиой» (плащаницам), связанным с пасхальной литургией. Подобного рода образы встречаются в венецианском искусстве вплоть до XVI века, например в творчестве Марко Базаити и Витторе Карпаччо.
В средневековой Германии такие композиции именовали «Grabeschristus» — «Христос в гробнице». Знаменитая картина «Мёртвый Христос» Андреа Мантеньи также связана с традицией живописных картин «эпитафиой». Она предназначалась художником для установки в изголовье собственного надгробия в капелле церкви Сант-Андреа в Мантуе.
В христианской традиции тексты эпитафий служат напоминанием о предстоящей встрече с Богом и необходимости подготовки к ней. Например, популярная эпитафия, высекавшаяся на надгробных камнях в России XIX века, гласила:

 Прохожий! Ты идёшь, но ляжешь так, как я;|Присядь и отдохни на камне у меня,|Сорви былиночку и вспомни о судьбе;|Я — дома, ты — в гостях; подумай о себе

## Некоторые известные эпитафии
Путник, пойди возвести нашим гражданам в Лакедемоне,

 Что, их заветы блюдя, здесь мы костьми полегли.
— Приписываемая Симониду эпитафия воинам, павшим в битве при Фермопилах

Здесь лежит человек, который более чем кто-либо из других смертных сделал добра своим друзьям и зла врагам— Эпитафия Луцию Корнелию Сулле, сочинённая им самим

Никакая эпитафия не выразит всего величия этого имени.— Надпись на кенотафе Никколо Макиавелли

Умом подобного Нестору, гением — Сократу, искусством — Марону,

его земля покрывает, народ оплакивает, Олимп приемлет.— Эпитафия на надгробном памятнике Уильяму Шекспиру

Здесь покоится тело Джонатана Свифта, декана этого собора, и суровое негодование уже не раздирает его сердце. Ступай, путник, и подражай, если можешь, тому, кто мужественно боролся за дело свободы.— Эпитафия Джонатану Свифту, сочинённая им самим

Если ищешь монумент — оглянись— Надпись на могильной плите архитектора К. Рена в соборе Святого Павла в Лондоне, строителя собора

Здесь лежит Суворов— Надпись на могиле А. В. Суворова, авторство приписывается Г. Р. Державину